# Hamzah Falatah
Hamzah Saeed Idris Falatah (arabisch حمزة سعيد إدريس فلاتة, DMG Ḥamza Saʿīd Idrīs Falāta; * 8. Oktober 1972 in Medina) ist ein ehemaliger saudi-arabischer Fußballspieler.

## Karriere

### Klub
Er begann seine Karriere in der Saison 1988/89 beim Zweitligisten Ohod Club. Zur Saison 1997/98 wechselte er zu al-Ittihad in die erste Spielklasse. Mit seinem Team gewann er von der Saison 1998/99 bis zur Saison 2002/03 insgesamt vier Mal die Meisterschaft sowie in der Spielzeit 2000/01 den Pokal. Ein weiterer Pokalsieg gelang in der Runde 2003/04. In seiner letzten Saison gewann er mit seiner Mannschaft noch einmal die Meisterschaft.

### Nationalmannschaft
Seinen ersten bekannten Einsatz für die saudi-arabische Nationalmannschaft hatte er bei den Asienspielen 1990 im Viertelfinale gegen Nordkorea. Hier wurde er zur 35. Minuten für Majed Abdullah Mohammed eingewechselt.
Weitere Einsätze bekam er ab 1992 bei der Asienmeisterschaft 1992, wo er in einigen Partien zu Spielzeit kam sowie beim Golfpokal 1992. Im nächsten Jahr folgten Qualifikationsspiele für die Weltmeisterschaft 1994. Nach erfolgreicher Qualifikation kam er bei der Endrunde in zwei Gruppenspielen als auch dem Viertelfinale zum Einsatz. Nach einem Freundschaftsspieleinsatz im Jahr 1995, folgte 1996 die Qualifikationsphase für die Asienmeisterschaft 1996. Im Herbst kam er zudem auf einen Einsatz beim Golfpokal 1996. Bei der Asienmeisterschaft 1996 kam er in einem Spiel der Gruppenphase sowie dem siegreichen Finale zum Einsatz.
Erst Mitte 1999 wirkte er in ein paar Freundschaftsspielen wieder mit. Beim Konföderationen-Pokal 1999 kam er zu zwei Einsätzen. Sein letztes großes Turnier war die Asienmeisterschaft 2000, wo er mit seinem Team im Finale Japan mit 1:0 unterlag.
Seine letzten Einsätze waren ein Freundschaftsspiel gegen Südafrika im März 2002 sowie zwei Freundschaftsspiele Ende Januar 2005.